# جيمي كونلي
جيمي كونلي (بالإنجليزية: Jimmy Connelly)‏ هو لاعب هوكي الجليد أمريكي، ولد في 27 أكتوبر 1989.

## وصلات خارجية
- جيمي كونلي على موقع Paralympic.org (الإنجليزية)